# Kuna insularis
Kuna insularis är en kräftdjursart som först beskrevs av Williams1985.  Kuna insularis ingår i släktet Kuna och familjen Cymothoidae. Inga underarter finns listade i Catalogue of Life.